# Садыков, Ботабай
 Ботабай Садыков  (23 февраля 1916, Сайрам — 18 января 1992) — командир орудия 2-й батареи 167-го гвардейского лёгкого артиллерийского Краснознамённого полка (3-я гвардейская лёгкая артиллерийская бригада, 1-я гвардейская  артиллерийская дивизия прорыва РГК, 60-я армия, Центральный фронт). Герой Советского Союза.

## Биография
Ботабай Садыков родился 23 февраля 1916 года в селе Сайрам ныне Сайрамского района Южно-Казахстанской области Казахстана в семье крестьянина. Узбек. Член ВКП(б) с 1943 года. Работал плановиком на Сайрамской машинно-тракторной станции. В РККА призван в сентябре 1939 года.

#### Великая Отечественная война
С октября 1941 года воевал на Юго-Западном, Сталинградском, Центральном фронтах.

##### Подвиг
Из наградного листа:

Тов. Садыков на своем счету имеет 13 подбитых и сожженных танков, 2 артиллерийских и 3 миномётных батареи, 23 дзота и блиндажа, более двух батальонов вражеской пехоты. На правом берегу р. Днепр т. Садыков огнём своего орудия… разбило 8 пулемётных гнёзд противника, 3 орудия ПТО, 1 миномётную батарею, отбив при этом 1 контратаку немцев. В этом бою от метких выстрелов т. Садыкова немцы потеряли до 2-х рот солдат и офицеров…

Указом Президиума Верховного Совета СССР от 17 октября 1943 года за успешное форсирование реки Днепр севернее Киева, прочное закрепление плацдарма на западном берегу реки Днепр и проявленные при этом отвагу и геройство гвардии сержанту Садыкову Батыбаю присвоено звание Героя Советского Союза с вручением ордена Ленина и медали «Золотая Звезда».

#### Послевоенное время
После демобилизации жил в родном селе Сайрам. Работал председателем сельсовета, бухгалтером в районном отделении «Казсельхозтехника».
Умер 18 января 1992 года. Похоронен в родном селе.

## Награды
- Медаль «Золотая Звезда» (17.10.1943)[1][2];
- орден Ленина (17.10.1943);
- два ордена Отечественной войны 1-й степени (19.03.1943[3]; 11.03.1985);
- две медали «За отвагу» (1942; 16.07.1943[4]);
- другие медали.

В памяти есть СОШ имени Ботабая Садыкова в селе Сайрам